# Григоров, Божидар
Божидар Григоров (болг. Божидар Иванов Григоров; род. 27 июля 1945, София) — болгарский футболист, игравший на позиции нападающего. Заслуженный мастер спорта Болгарии (1975).

## Карьера
Начинал играть в клубе «Орлин» из Пирдопа. Затем перешёл в софийскую «Славия», за которую отыграл 12 сезонов. В высшем болгарском дивизионе провёл 301 матч и забил 128 мячей.
В первом раунде Кубка ярмарок 1969/70 забил 2 мяча в матчах против испанской «Валенсии» (2:0, 1:1). В ответном матче первого раунда Кубка УЕФА 1973/74 отметился забитым мячом в победном матче (2:0) против «Динамо» (Тбилиси), но поражение со счётом 1:4 в первой игре не позволило команде пройти в следующий раунд. Всего в еврокубках, включая Кубок Ярмарок и Кубок Интертото, сыграл 14 матчей, забил 4 мяча.
Входил в состав национальной сборной Болгарии на чемпионатах мира 1970 и 1974 годов, но игр не проводил. Всего за сборную Болгарии сыграл 7 матчей, забил 2 мяча (по другим данным — 1 мяч).
Игровую карьеру завершил в Австрии (во второй лиге), где был играющим помощником тренера. Затем работал тренером в детско-юношеской школе софийской «Славии», в 1990—1993 годах являлся президентом ФК «Славия» (София).

## Достижения
Командные
- Бронзовый призер чемпионата Болгарии: 1969/70, 1972/73, 1974/75
- Обладатель Кубка Болгарии: 1974/75
- Финалист Кубка Болгарии: 1971/72
- Финалист Балканского кубка: 1977/78
- Победитель Кубка Интертото (группового раунда): 1977

Личные
- Лучший футболист Болгарии: 1976